# الحاجر (الجيزة)
قرية الحاجر هي إحدى القرى التابعة لمركز منشأة القناطر في محافظة الجيزة في جمهورية مصر العربية. حسب إحصاءات سنة 2006، بلغ إجمالي السكان في الحاجر 4879 نسمة، منهم 2458 رجل و2421 امرأة.

## التاريخ
قرية الحاجر من القرى الحديثة، حيث فُصلت أراضيها من أراضي قريتي وردان وأبو غالب سنة 1933م.